# Сиваковцы
Сива́ковцы (укр. Сиваківці) — село на Украине, находится в Липовецком районе Винницкой области.
Расположено на берегу реки Десна (левый приток Южного Буга).
Код КОАТУУ — 0522285801. Население по переписи 2001 года составляет 795 человек. Почтовый индекс — 22514. Телефонный код — 4358.
Занимает площадь 2,525 км².

## Адрес местного совета
22554, Винницкая область, Липовецкий р-н, с. Сиваковцы, ул. 60-летия Октября, 7

## Галерея

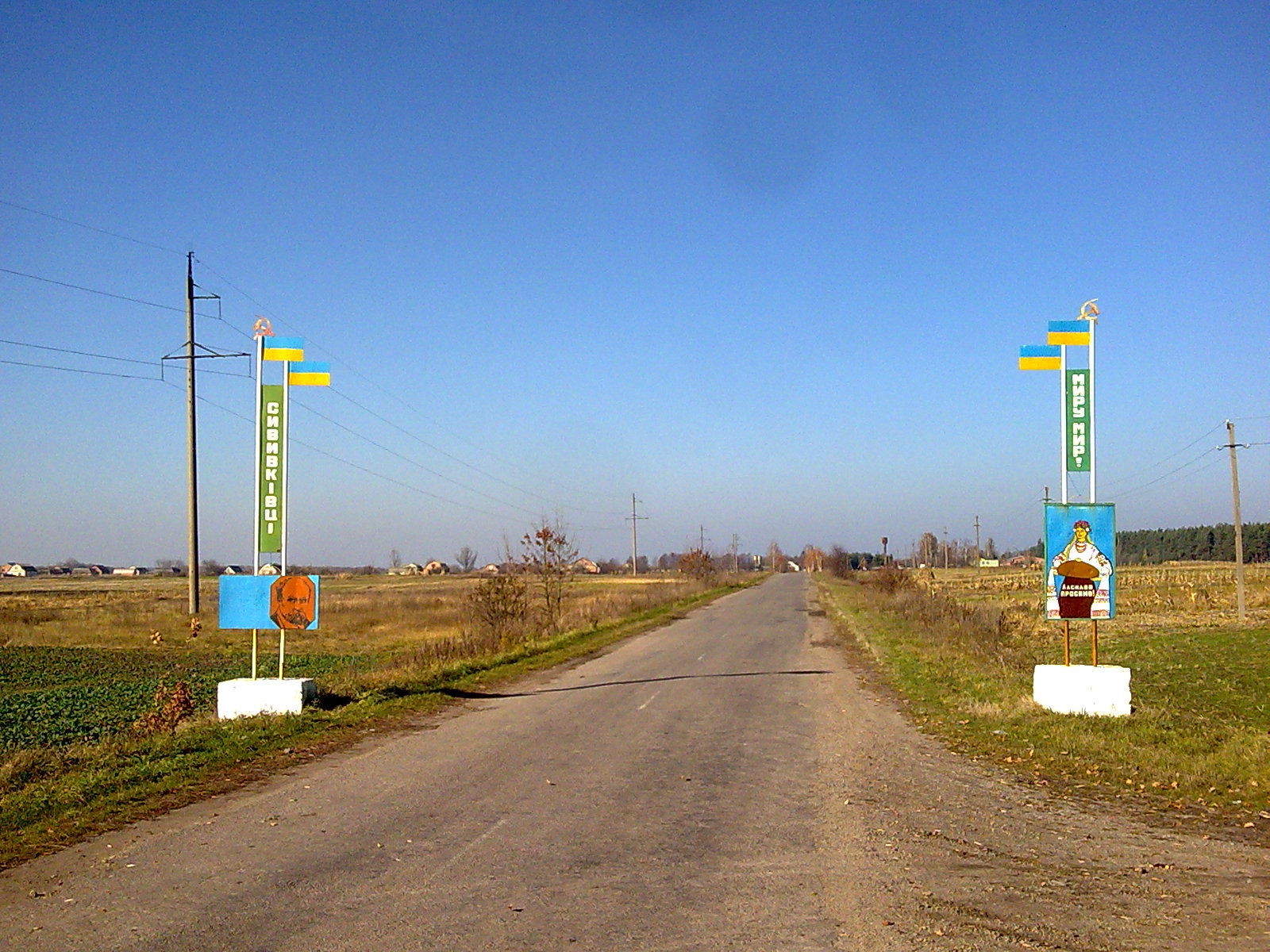
Въезд в село
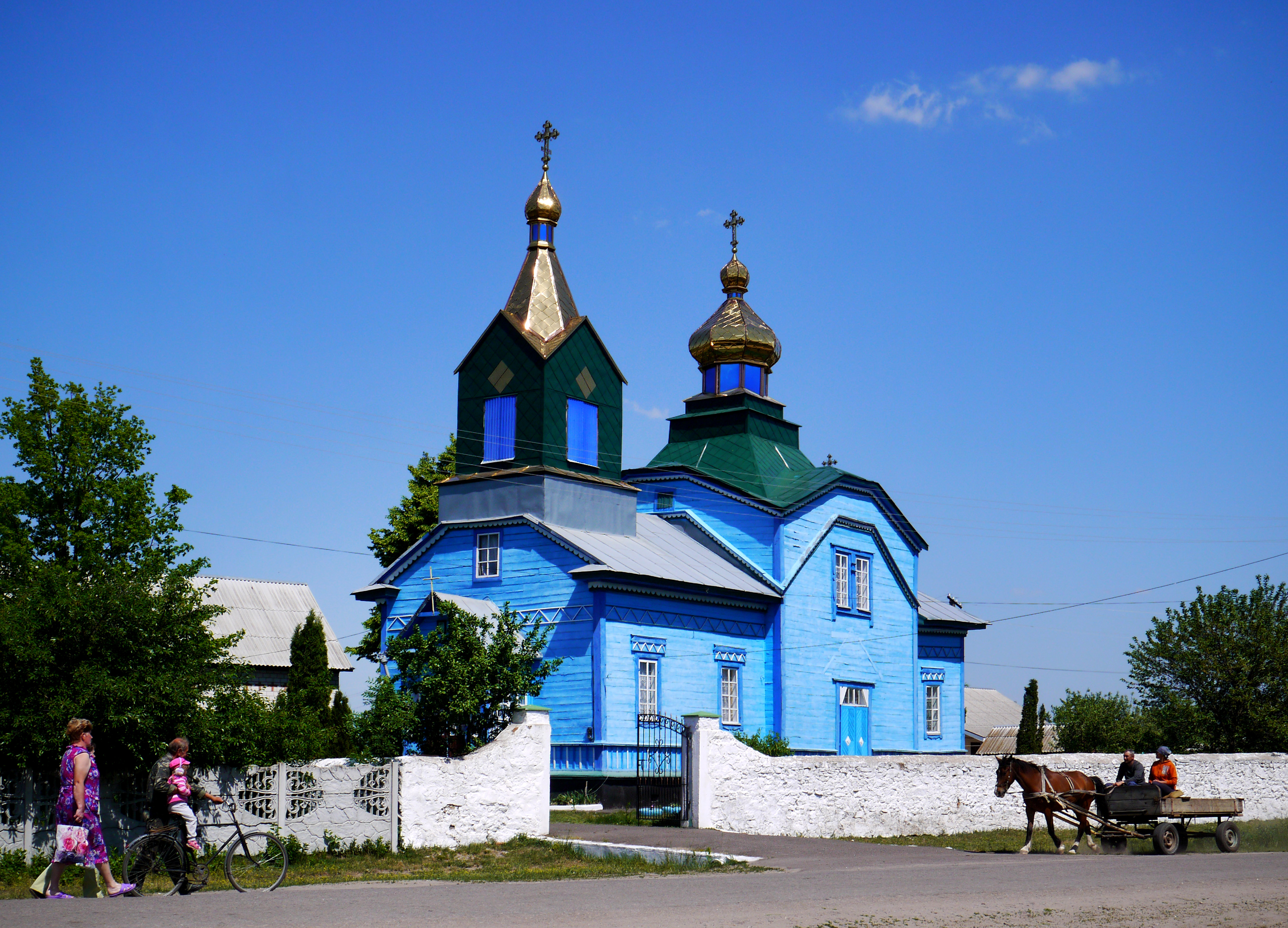
Церковь Рождества Богородицы